# Aymar Joseph de Roquefeuil et du Bousquet
Pour les autres membres de la famille, voir Famille de Roquefeuil Blanquefort.
Aymar-Joseph de Roquefeuil et du Bousquet, comte de Roquefeuil, né le 19 mars 1714 à Brest et mort le 1er juillet 1782, à Bourbonne-les-Bains, est un officier de marine français du XVIIIe siècle. Il sert dans la marine royale pendant les règnes de Louis XV et Louis XVI et termine sa carrière militaire avec le grade de vice-amiral du Levant.

## Biographie

### Origines et famille
Le comte de Roquefeuil est issu de la famille de Roquefeuil Blanquefort, une ancienne famille d'aristocrates originaires du Rouergue. 
En 1712 à Saint-Pol de Léon, son père Jacques-Aymar, alors capitaine de vaisseau de 47 ans, épouse Jeanne-Louise du Main, dame d'Angeret.  Il est nommé peu de temps après gouverneur de Rodez. Aymar-Joseph grandit donc sur les terres de sa familles près du château du Bousquet jusqu'en 1718, date à laquelle son père s'installe définitivement en Bretagne au manoir de Kerlouet. 
En 1741, son père parvient au grade de Lieutenant général des armées navales et reçoit le commandement d'une escadre de dix-neuf vaisseaux pour escorter les troupes du futur maréchal de Saxe, dans un projet d'invasion de la Grande-Bretagne. Ce projet n'aboutira par et Jacques-Aymar meurt à bord de son vaisseau Le Superbe, le 8 mars, à l'âge de 79 ans, sans qu'il puisse voir se réaliser la promesse qui lui avait été faite du bâton de Maréchal de France après la campagne.
Son frère cadet, René-Aymar sert également dans la marine royale et termine sa carrière avec le rang de chef d'escadre des armées navales.

### Carrière dans la marine royale
Avant d'entrer dans la marine, Aymar Joseph de Roquefeuil sert peu de temps dans l'armée de terre, où il débute très jeune avec un brevet de capitaine de dragons. Entré dans la Royale, Aymar Joseph devient garde-marine à Brest à 13 ans (1727). 
Enseigne en octobre 1731, il embarque dès 1733 dans l'escadre du comte de La Luzerne qui croise en Baltique pour soutenir la candidature de Stanislas Leszczynski, beau-père de Louis XV durant la Guerre de Succession de Pologne.
En 1740, il rejoint l'escadre du vice-amiral d'Antin en qualité de capitaine de dragons. Avec son père qui commande une division sur le Superbe il combat les Anglais et Espagnols à Saint-Domingue. A son retour en 1741, il est nommé lieutenant de vaisseau. 
Il est fait capitaine de vaisseau et chevalier de l'ordre de Saint-Louis le 1er janvier 1746, à moins de 32 ans, pour ses services remarqués pendant 19 ans. Commandant du Caribou, il sert dans l'escadre du duc d'Anville chargée de reprendre Louisbourg.
Il commandera L'Aquilon pendant quinze mois aux Antilles en 1750 et 1751. Ayant sous ses ordres La Friponne, la frégate du comte du Chaffault. Le but de sa mission était de visiter, en compagnie d'une frégate anglaise de 36 canons, différentes îles pour y proclamer leur neutralité. À son retour en France, il est félicité à plusieurs reprises par le ministre Rouillé pour la prudence qu'il avait montrée dans cette délicate mission.
Cela lui permit de participer activement avec le vicomte de Morogues, commandant la place de Brest, à la fondation dans ce port, dès 1752, d'une académie de Marine dont il fut un des premiers membres (avec René-Aymar, son frère cadet), mais qui fut décimée par les pertes de la guerre entre 1756 et 1763.
Entre 1754 et 1758, Roquefeuil remplit les fonctions de second chef d'escadre, dans les Antilles, sous le commandement de La Galissonnière, de Perier puis de Bompart. En 1754, 1756 et 1758, il commande successivement les vaisseaux L'Actif, Le Prothée et L'Hector. Durant l'hiver 1758, il s'oppose aux incursions anglaises. Malgré des préparatifs hâtifs, l'escadre ne parvient pas à temps pour secourir Grande-Terre qui finit par tomber aux mains des anglais et du commodore Moore.
Promu au grade de chef d'escadre des armées navales, le 1er janvier 1761, à moins de 47 ans, il reçoit le commandement de la Marine et du port de Brest auquel le Roi uni, le 25 mars 1762, celui de la ville et du château de Brest et de l'île d'Ouessant qu'avait déjà eu son père.

Pour l'anecdote, en 1764, il indique à l’intendant de la Marine Hocquart

« il sera placé sur le rempart de Brest du côté du Valon (sic) qui avoisine le bagne un canon de 24 dont il sera tiré deux coups au moment de l’évasion d’un jusque à quatre forçats et trois coups pour un plus grand nombre d’évadés. »

Il baptise ce canon "Tonnerre" en souvenir du terrible orage qui s'abattit sur Brest le 15 avril 1718 et qui avait tant frappé les brestois: c'est le fameux "Tonnerre de Brest", popularisé par le capitaine Haddock dans les aventures de Tintin (Hergé).
Il est aussi à l'origine d'un projet de «comédie» (théâtre) pour la distraction des officiers de Marine. Il sera construit en 1766 par Choquet de Lindu.
Dans un mémoire de présentation, le ministre écrit au Roi qui approuve de sa main:

« Il sert depuis près de 40 ans dans la Marine, il a fait 16 campagnes, a eu 4 commandements à la mer et a depuis 5 ans le commandement du Port de Brest à la satisfaction de S.M. »

Il est alors nommé lieutenant général des armées navales, le 3 août 1766, à 52 ans, conservant ses commandements à Brest, ce qui lui permettra d'y promouvoir avec le ministre Choiseul, dont il est proche, la nouvelle « académie royale de marine », sous le patronage immédiat du Roi, en avril 1769. Il en est le premier directeur.
En 1777, il est nommé inspecteur de l'infanterie et du corps royal de la marine. Il conserve cette charge, qui lui est conférée en compensation du retrait du double commandement des forces de terre et de mer qu'il avait à Brest, jusqu'à sa nomination à la vice-amirauté.

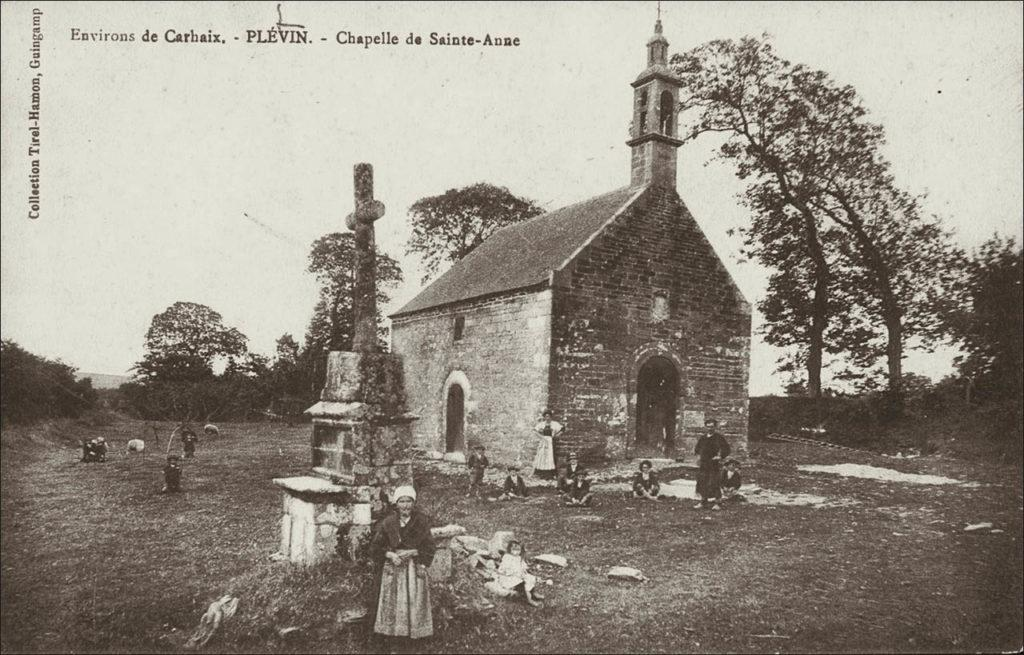
Chapelle saint-Anne

Promu vice-amiral de la Flotte du Levant le 6 avril 1781, grand'croix de l'Ordre royal et militaire de Saint-Louis, il décède le 1er juillet 1782, à Bourbonne-les-Bains, à l'âge de 68 ans. Aymar-Joseph est enterré dans la chapelle sainte-Anne située sur sa propriété de Kerlouët.

## Postérité
Modernisateur opiniâtre, organisateur hors pair, marin très expérimenté, il marque de son empreinte le port et la ville de Brest, pendant les vingt années de son commandement de la Marine à Brest (1761-1781) avant qu'il ne reçoive pendant deux années la responsabilité (vice-amirauté) de la Marine du Levant. Sous son commandement, les budgets sont obtenus du Roi et de ses ministres et de nombreux navires puissants et bien équipés sont conçus, lancés et amarinés. Les vingt vaisseaux de 74 canons, dont il a supervisé la construction, constitueront la remarquable « Flotte de Louis XVI », probablement la plus cohérente que la France ait jamais possédée.
Méconnu du public, il est pourtant considéré par les historiens de la Marine comme l'un des principaux organisateurs, et réalisateurs, de la politique navale de Louis XV et de Louis XVI, qui permit à la France et aux insurgés américains de vaincre la Grande-Bretagne, au cours de la guerre d'indépendance des États-Unis.
Une rue porte son nom à Brest.

## Descendance

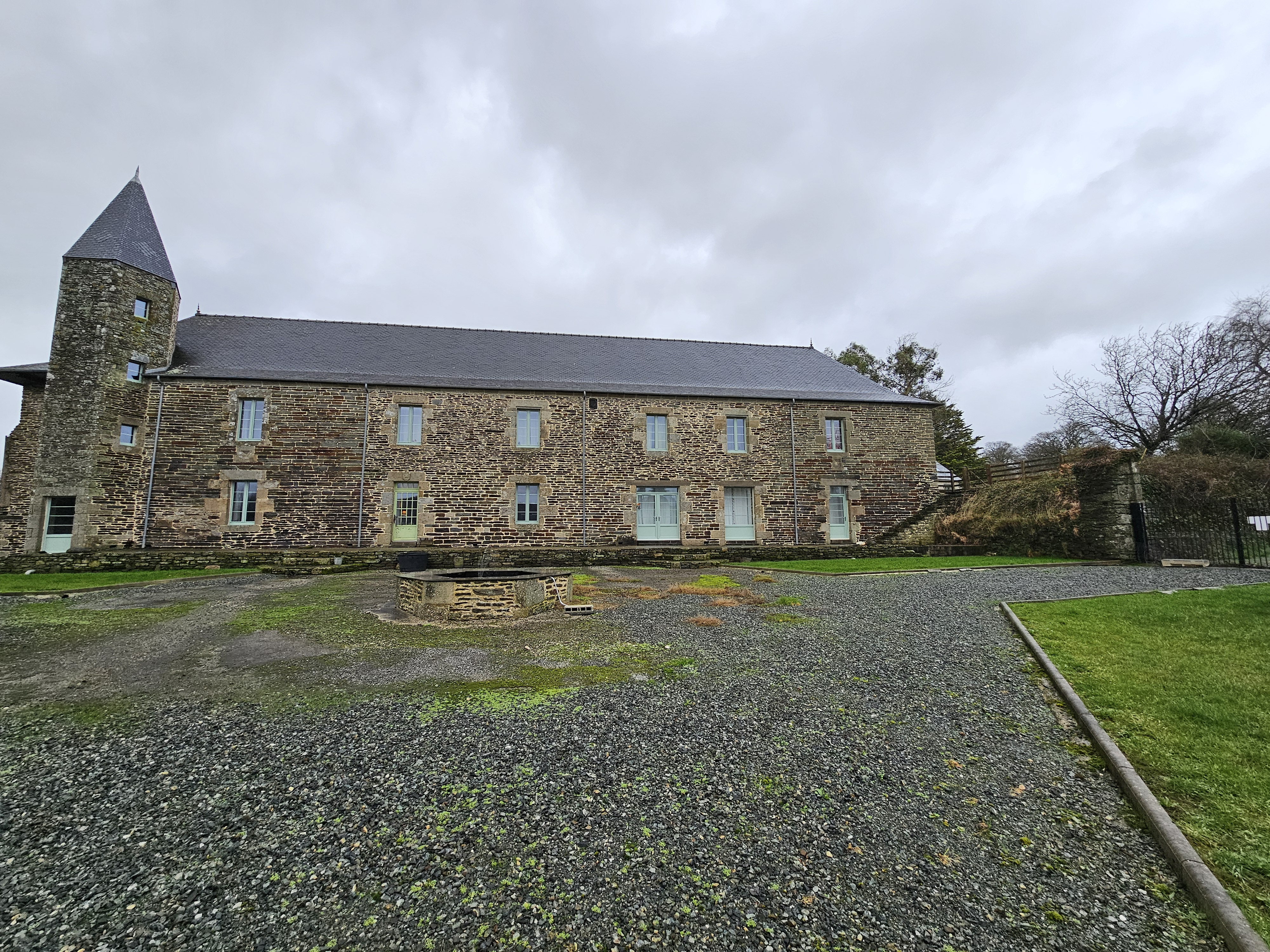
Manoir de Kerlouët

Il épouse le 17 octobre 1741 Marie-Gabrielle de Kerguz. De cette union naissent deux filles et un garçon :
- Jeanne-Jacquette de Roquefeuil, elle épouse le 3 février 1765 Jacques-Claude du Cleuz, marquis du Gage, lieutenant-colonel de la capitainerie des garde-côtes de Lannion.
- Louise Thérèse Marie Adélaïde (1746-?) épouse le 12 mars 1775 Charles de Brilhac, comte du Crévy.
- Innocent-Adrien-Maurice (1752-1796), marquis de Roquefeuil, eu lui aussi une brillante carrière, capitaine au régiment de Noailles-dragons (1777), colonel du Régiment Royal Médoc (1788), maréchal de camps (1791). Il émigre et fut le colonel du Régiment de Roquefeuil dans l’armée des princes. Il mourut des blessures reçues lors d'un combat contre les troupes révolutionnaires françaises près d’Augsbourg en 1796. Son drapeau est conservé au château de Chantilly. Il avait épousé Paule Suzanne de La Lande de Calan.

En 1789, sa veuve vivait au château familial de Kerlouët. Durant l'été, les nouvelles de la révolution gagent la Bretagne et les habitants de Spézet se révoltent. Pour les apaiser, le recteur propose de dire une messe à leur intention. A la fin de l'office, une foule se présente dans la sacristie et contraint le clerc de mettre par écrit leurs revendications.
Ces derniers refusant de payer la dixme, corvées et autres taxes, se présentent à la comtesse de Roquefeuil et imposent que les titres de propriété de la famille leur soient présentés. La comtesse, pensant pouvoir se débarrasser des exaltés leur remet quelques documents sans valeurs. La supercherie est démasquée et entraine la furie des paysans. S'emparant de la comtesse, ils lui passèrent une core autour du corps et la plongèrent dans le puits à plusieurs reprises. Ce n'est qu'à moitié asphyxiée que la comtesse consentit à leur donner ses titres de propriété que les paysans s'empressèrent de bruler,.

## Travaux
En 1752, Aymar Joseph de Roquefeuil joint ses efforts à ceux du vicomte de Morogues, pour convaincre le Secrétaire d'État à la Marine Antoine Louis Rouillé de créer l'Académie de la marine. Morogues en est le premier directeur. Lorsqu'en 1765, cette société, dont les séances avaient été suspendues et les membres décimés par la guerre de Sept Ans, se trouve réduite à ne produire que de rares travaux, Roquefeuil obtient en 1769 de Louis XV et de Choiseul sa reconstitution sous le nom d'Académie royale, et placée le patronage immédiat du roi. Il participa à ses travaux par de nombreux mémoires dont voici les principaux :
- Mémoires ou dissertations sur les mots ABORDAGE ACCIDENTEL et AFFOURCHER
- Mémoires sur la façon de border les vaisseaux pour en retarder la pourriture
- Mémoires sur la cause du tourment des canons, 7 pages in-folio
- Idée sur la contre-quille (aujourd'hui fausse-quille) des vaisseaux, 5 pages
- Mémoire ou Lettre écrite de Versailles, le 3 février 1769, à M. Clairain-Deslauriers, ingénieur-constructeur en chef à Rochefort, au sujet de l'élévation de la première batterie d'un vaisseau de 64 canons, 8 pages in-folio.
- Observation sur la construction actuelle des vaisseaux et sur une nouvelle méthode de conduire leurs fonds, 13 pages in-folio.
- Observations sur le mémoire de M. Clairain, intitulé : « Réponse à un mémoire qui a pour titre: Observations, etc., » 55 pages, in-folio.
- Examen de la force de l'homme pour tirer ou pousser horizontalement, et notamment pour le cabestan, 9 pages in-folio
- Lettre à M. de Lironcourt sur son plan de corvette de dix-huit canons de 6, 5 pages in-folio.
- Mémoire sur les effets de la décomposition du vent pour la manœuvre des vaisseaux, 7 pages in-folio (inséré dans le premier et unique tome des Mémoires imprimés de l'Académie royale de la marine).
- Mémoire sur une espèce de nœud fort ingénieux, connu sous le nom de NŒUD GOUBERT, 7 pages in-folio.

Certaines des opinions de Roquefeuil étaient contestables. Toutefois, il donne une impulsion fructueuse aux travaux de l'Académie, en l'engageant dans une voie que plusieurs de ses adversaires parcoururent plus sûrement que lui. On doit donc reconnaître et ses efforts et les résultats qu'ils procurèrent.

### Sources et bibliographie
- Prosper Levot, Biographie bretonne sur Google Livres, Cauderan, 1857, p. 769 et suiv.
- P. Levot, A. Doneaud, Les gloires maritimes de la France. Notices biographiques sur les plus célèbres marins, Arthus Bertrand éditeur, Paris, 1866, p. 455-456 (lire en ligne)